# 南極鷚
南極鷚（学名：Anthus antarcticus），又稱南喬治亞鷚（英語：South Georgia pipit）是分布在英國海外領土南喬治亞與南桑威奇的南喬治亞島，南喬治亞島上唯一的雀形目，屬於鶺鴒科下的鷚屬，少數非海鳥分布在海鳥區域。